# هيمير إينارسون
هيمير إينارسون هو لاعب كرة قدم آيسلندي في مركز الدفاع، ولد في 20 أبريل 1987 في آيسلندا. شارك مع منتخب آيسلندا تحت 17 سنة لكرة القدم ومنتخب آيسلندا تحت 19 سنة لكرة القدم ومنتخب آيسلندا تحت 21 سنة لكرة القدم ومنتخب آيسلندا لكرة القدم. أما مع النوادي، فقد لعب مع ابروتاباندلاج أكرانيس.

## وصلات خارجية
- هيمير إينارسون على موقع قاعدة بيانات كرة القدم.إي يو (الإنجليزية)
- هيمير إينارسون على موقع ناشيونال فوتبول تيمز (الإنجليزية)
- هيمير إينارسون على موقع Soccerway.com (الإنجليزية)